# C4orf51
C4orf51 (англ. Chromosome 4 open reading frame 51) – білок, який кодується однойменним геном, розташованим у людей на 4-й хромосомі. Довжина поліпептидного ланцюга білка становить 202 амінокислот, а молекулярна маса — 23 001.
| 10         |  | 20         |  | 30         |  | 40         |  | 50         |
| ---------- |  | ---------- |  | ---------- |  | ---------- |  | ---------- |
| MSHYFYLTPQ |  | ILLPFSPLTS |  | QEFDLIRRKA |  | GASWQDETRW |  | SDSSVTTYTG |
| SYRKKQLDKS |  | MCSQFSFRAG |  | QHEPECKQMS |  | LTNSSACHLL |  | CWAGTQETTD |
| IKGLFPDITR |  | PFKKSFDVKH |  | GVAHQIWDFG |  | DCFPTPPNYG |  | KYCVRPKKPA |
| QEALINYSRR |  | GKGVLKHLHG |  | RCDSESKVCS |  | SEDSEADRYS |  | DYGWGGPSSP |
| FN         |  |            |  |            |  |            |  |            |

A: Аланін

C: Цистеїн

D: Аспарагінова кислота

E: Глутамінова кислота

F: Фенілаланін

G: Гліцин

H: Гістидин

I: Ізолейцин

K: Лізин

L: Лейцин

M: Метіонін

N: Аспарагін

P: Пролін

Q: Глутамін

R: Аргінін

S: Серин

T: Треонін

V: Валін

W: Триптофан